# Кемниц (река)
Ке́мниц (нем. Chemnitz, в.-луж. Kamjenica) — река в Германии, протекает по земле Саксония. Правый приток реки Цвиккауэр-Мульде.
Длина реки составляет 75,3 км. Площадь водосборного бассейна — 532 км² (по другим данным — 533 км²). Среднегодовой расход воды — 6,2 м³/с.
Река дала название городу Кемниц. Слово происходит из лужицкого языка и означает «Каменка», «Каменный ручей». Около 1100 года появляется небольшое владение у брода через Кемниц, расположенного на Богемском тракте (Böhmischer Steig). В 1130 император Лотарь II основывает здесь монастырь и в 1143 году Кемниц превращается в маркграфство.
С 1902 по 2002 по долине реки проходила железная дорога Bahnstrecke Wechselburg-Küchwald. На относительно коротком (около 37 километров) участке длины реку пересекают 54 моста.

## Галерея
- Река в Швейцертале, в марте 2016 г.
- Наводнение в Хемниц-Фюрте, январь 1932 г.
- Устье Хемница возле моста в Вексельбурге, май 2016 г.